# Castle Mount Waterfalls
Die Castle Mount Waterfalls sind Wasserfälle im Fiordland-Nationalpark auf der Südinsel Neuseelands. Sie werden durch Schmelzwasser aus einem Firnfeld an der Nordflanke des 2122 m hohen Castle Mount gespeist und münden in den Clinton River. Ihre Fallhöhe beträgt rund 150 Meter.
Die zweite Tagesetappe des Milford Track zwischen der Clinton Hut und der Mintaro Hut führt bei der Pompolona Lodge an den Wasserfällen vorbei.